# Jerel Blassingame
Jerel Romaine Blassingame (Brooklyn, Nueva York, 12 de septiembre de 1981) es un exbaloncestista estadounidense, profesional en Europa durante quince temporadas. Con 1,77 metros de estatura, juega en la posición de base.

## Trayectoria deportiva

### Universidad
Jugó dos años en la pequeña universidad de Los Angeles City College, donde en su segunda temporada fue campeón del Estado de California, siendo elegido mejor jugador del torneo, tras haber promediado a lo largo de la temporada 12 puntos y 6 asistencias por partido. Fue transferido en 2003 a los Rebels de la Universidad de Nevada, Las Vegas, donde jugó dos temporadas más, en las que promedió 10,0 puntos, 1,8 rebotes, 6,0 asistencias y 1,2 robos de balón por partido, Lideró la clasificación de asistencias de la Mountain West Conference en ambas temporadas, siendo octavo a nivel nacional en 2004. Fue elegido por los entrenadores en el tercer mejor quinteto de la conferencia esa temporada.

### Profesional
Tras no ser elegido en el Draft de la NBA de 2005, fichó por el ENAD Nicosia de la liga de Chipre, de donode pasó antes de acabar la temporada al AEK B.C. griego, donde disputó seis partidos, en los que promedió 6,0 rebotes y 1,6 asistencias.
Tras un breve paso por el Solna Vikings sueco, en 2007 fichó por el Maccabi Rishon LeZion de la Ligat ha'Al israelí, donde acabó la temporada y completó la siguiente, promediando en esta última 10,4 puntos y 4,3 asistencias por encuentro. Regresó a los países nórdicos al fichar por el Lappeenrannan NMKY, de donde pasó al 08 Stockholm sueco y en 2009 al BC Odessa de la Superliga de Ucrania.
En 2010 fichó por el Energa Czarni Słupsk polaco, donde destacó promediando 13,6 puntos y 6,2 asistencias por partido, lo que hizo que el Asseco Prokom Gdynia se fijara en él, fichándolo la temporada siguiente. Con su nuevo equipo se proclamó campeón de la liga polaca, siendo además elegido MVP de las finales, en una competición en la que acabó promediando 15,6 puntos y 6,6 asistencias por partido.
Mediada la temporada siguiente, en enero de 2013, fichó por el KK Cibona de la liga croata. Allí acabó la temporada promediando 14,5 puntos y 5,7 asistencias por encuentro. Pero a finales de la temporada siguiente, Blassingame se declaró en huelga debido a diversos impagos por parte del club,
En diciembre de 2014 fichó de nuevo por el Energa Czarni Słupsk polaco. Allí disputó las dos temporadas siguientes, promediando 11,5 puntos y 7,4 asistencias en la primera y 12,2 puntos y 6,4 asistencias la segunda. Tras un breve paso por el Promitheas Patras B.C., en marzo de 2017 firmó con el Antibes Sharks francés, equipo con el que renobó una vez acabada la temporada.